# Macieira de Sarnes
Pour les articles homonymes, voir Macieira.
Macieira de Sarnes est une paroisse civile portugaise (en portugais : freguesia) de la municipalité d'Oliveira de Azeméis dans le district d'Aveiro.

## Géographie
Macieira de Sarnes est située au nord d'Oliveira de Azeméis, à proximité de la municipalité de São João da Madeira.

## Démographie
Lors du recensement de 2021, Macieira de Sarnes compte 1 856 habitants. C'est alors la deuxième paroisse la moins peuplée de la municipalité d'Oliveira de Azeméis, juste derrière São Martinho da Gândara (1 854 habitants).